# Qorvo
Qorvo — американская компания, разработчик, производитель и поставщик радиочастотных систем и решений для приложений беспроводной и широкополосной связи. Компания была создана в результате слияния TriQuint Semiconductor и RF Micro Devices, объявленного в 2014 году и завершённого 1 января 2015 года, акции торгуются на бирже NASDAQ. Штаб-квартира компании изначально находилась в Хилсборо, штат Орегон (штаб-квартира TriQuint), и в Гринсборо, штат Северная Каролина (штаб-квартира RFMD), в середине 2016 года компания объявила своей штаб-квартирой Северную Каролину.

## История
Qorvo была создана 1 января 2015 года в результате слияния TriQuint Semiconductor и RF Micro Devices (RFMD). В июне 2015 года новая компания вошла в состав индекса S&P 500, на тот момент рыночная капитализация Qorvo составляла 12 млрд долларов. В компании работает более 8000 человек. По состоянию на середину 2016 года на одном только заводе в Орегоне работало почти 1000 человек.

## Наименование
Произносится как «кор-во». Название выбиралось с тем, чтобы вызывать ассоциации с англ. «core technologies and innovations» («базовые технологии и инновации»). Другая ассоциация у первого слога — со словом англ. «chorus» — хор людей (TriQuint и RFMD), работающих в унисон. Второй слог «vo» взят от слова англ. «voyage», путешествия.

## Деятельность
Собственные мощности по производству микросхем имеются в США — заводы в Гринсборо (Северная Каролина), Хилсборо (Орегон) и Ричардсоне (Техас); корпусирование и тестирование микросхем осуществляется на заводах в КНР (Пекин и Дэчжоу), Коста-Рике (Эредия) и Германии (Нюрнберг). Часть продукции изготавливается контрактными производителями.
Выручка за 2023 год составила 3,57 млрд долларов, крупнейшими рынками были США (52 %), КНР (21 %), Тайвань (9 %), Европа (6 %). Основными клиентами являются Apple (37 % выручки) и Samsung Electronics (12 %).